# 迪迪埃·德法戈
迪迪埃·德法戈（法語：Didier Défago，1977年10月2日—），瑞士男子高山滑雪运动员。他曾代表瑞士参加2002年、2006年、2010年和2014年冬季奥林匹克运动会高山滑雪比赛，获得一枚金牌。